# Championnats d'Europe de pentathlon moderne 2014
Navigation
Édition précédente Édition suivante
Les Championnats d'Europe de pentathlon moderne 2014 se tiennent à Székesfehérvár en Hongrie.

## Podiums

### Hommes
| Épreuves    | Or                                               | Argent                                                     | Bronze                                       |
| ----------- | ------------------------------------------------ | ---------------------------------------------------------- | -------------------------------------------- |
| Individuel  | Russie Aleksander Lesun                          | Russie Ilia Frolov                                         | Ukraine Pavlo Tymoshchenko                   |
| Par équipes | Hongrie Bence Demeter Róbert Kasza Péter Tibolya | Italie Nicola Benedetti Riccardo De Luca Pierpaolo Petroni | Tchéquie Jan Kuf Ondřej Polívka Martin Bilko |
| Relais      | Russie Ilia Frolov Oleg Naumov                   | France Valentin Prades Valentin Belaud                     | Royaume-Uni Samuel Curry Thomas Toolis       |

### Femmes
| Épreuves    | Or                                                      | Argent                                                    | Bronze                                             |
| ----------- | ------------------------------------------------------- | --------------------------------------------------------- | -------------------------------------------------- |
| Individuel  | Allemagne Lena Schoneborn                               | Ukraine Victoria Tereshuk                                 | Russie Donata Rimšaitė                             |
| Par équipes | Allemagne Janine Kohlmann Annika Schleu Lena Schoneborn | Ukraine Anastasiya Spas Iryna Khokhlova Victoria Tereshuk | Italie Gloria Tocchi Claudia Cesarini Alice Sotero |
| Relais      | Ukraine Anastasiya Spas Victoria Tereshuk               | Allemagne Annika Schleu Lena Schoneborn                   | Russie Anna Savchenko Ganna Buriak                 |

### Mixtes
| Épreuves | Or                                            | Argent                                   | Bronze                                |
| -------- | --------------------------------------------- | ---------------------------------------- | ------------------------------------- |
| Relais   | Lituanie Laura Asadauskaitė Justinas Kinderis | Royaume-Uni Samantha Murray Joseph Evans | Pologne Oktawia Nowacka Łukasz Klekot |